# قطعنامه ۱۴۵۱ شورای امنیت
قطعنامه ۱۴۵۱ شورای امنیت سازمان ملل متحد که در تاریخ ۱۷ دسامبر ۲۰۰۲ تصویب شد، سندی بین‌المللی دربارهٔ بررسی وضعیت خاورمیانه است. این قطعنامه طی نشست ۴۶۷۰ام با ۱۵ رای موافق، ۰ مخالف و ۰ ممتنع تصویب شد.